# Mercedes Stermitz
Mercedes Otto-Stermitz (* 24. April 1958 in der Steiermark als Mercedes Stermitz) ist eine ehemalige österreichische Autorennfahrerin und Miss Austria von 1983.

## Karriere
Mercedes Stermitz arbeitete als Stewardess bei der Austrian Airlines und danach als Model, als sie 1983 zur Miss Austria gewählt wurde.
Parallel dazu fing sie mit dem Motorsport an und fuhr, unterstützt von Helmut Marko, mit einem Alfa Romeo GTV einige Rennen in Österreich. 1985 und 1986 startete sie im Ford Fiesta Ladies Cup.
Stermitz erhielt 1987 einen Werksvertrag beim BMW Schnitzer Team und ging zusammen mit ihrer Teamkollegin Annette Meeuvissen mit einem BMW M3 in der 2. Division der Tourenwagen-Weltmeisterschaft an den Start. Beim 24-Stunden-Rennen von Spa-Francorchamps und dem 500-km-Rennen von Calder erreichten beide den siebten Platz. In dem Jahr starteten beide auch beim 500-km-Rennen von Zeltweg, das zur Tourenwagen-Europameisterschaft zählte, und erreichten dort ebenfalls den siebten Rang.
Zur Saison 1988 wechselte sie zum BMW M Team Linder in die Deutschen Tourenwagen-Meisterschaft (DTM) und beendete diese mit dem 37. Platz in der Gesamtwertung.
1989 und 1990 fuhr sie in den Porsche Markenpokalen Porsche 944 Turbo Cup und dem Nachfolger Porsche Carrera Cup Deutschland.
In den Jahren 1990 und 1991 trat sie bei einigen Rennen zur Sportprototypen-Weltmeisterschaft bzw. Sportwagen-Weltmeisterschaft an. Dort erzielte sie zusammen mit Otto Rensing beim Rennen auf dem Nürburgring 1991 in einem Porsche 962 CK6 des Teams Porsche Kremer Racing den achten Platz.
Parallel zum Tourenwagensport startete sie auch, jedoch ohne großen Erfolg, im Formelsport. In den Jahren 1987, 1988, 1990 und 1992 fuhr sie mit verschiedenen Rennteams in der Deutschen Formel-3-Meisterschaft. 1991 bestritt sie ein Rennen in der Britischen Formel-3000-Meisterschaft und 1992 ein Rennen im Formel-3000-Weltcup in Argentinien.
Nach einem schweren Verkehrsunfall im Jahre 1993 musste Stermitz ihre Motorsportkarriere beenden. Sie ist verheiratet und hat eine Tochter und einen zwei Jahre jüngeren Sohn.

## Statistik

### Einzelergebnisse in der Sportwagen-Weltmeisterschaft
| Saison | Team          | Rennwagen   | 1   | 2   | 3   | 4   | 5   | 6   | 7   | 8   |
| ------ | ------------- | ----------- | --- | --- | --- | --- | --- | --- | --- | --- |
| 1991   | Kremer Racing | Porsche 962 | SUZ | MON | SIL | LEM | NÜR | MAG | MEX | AUT |
| 1991   | Kremer Racing | Porsche 962 |     | 8   |     |     |     |     |     |     |